# Henry Ford
Henry Ford (Springwells Township, 30 luglio 1863 – Dearborn, 7 aprile 1947) è stato un imprenditore statunitense.
Fu uno dei fondatori della Ford Motor Company, società produttrice di automobili, ancora oggi una delle maggiori del settore negli Stati Uniti e nel mondo, e uno dei maggiori esponenti dell’organizzazione scientifica del lavoro. Tramite la società, guadagnò un capitale stimato in 199 miliardi di dollari, cosa che lo renderebbe la nona persona più ricca della storia.

## Biografia

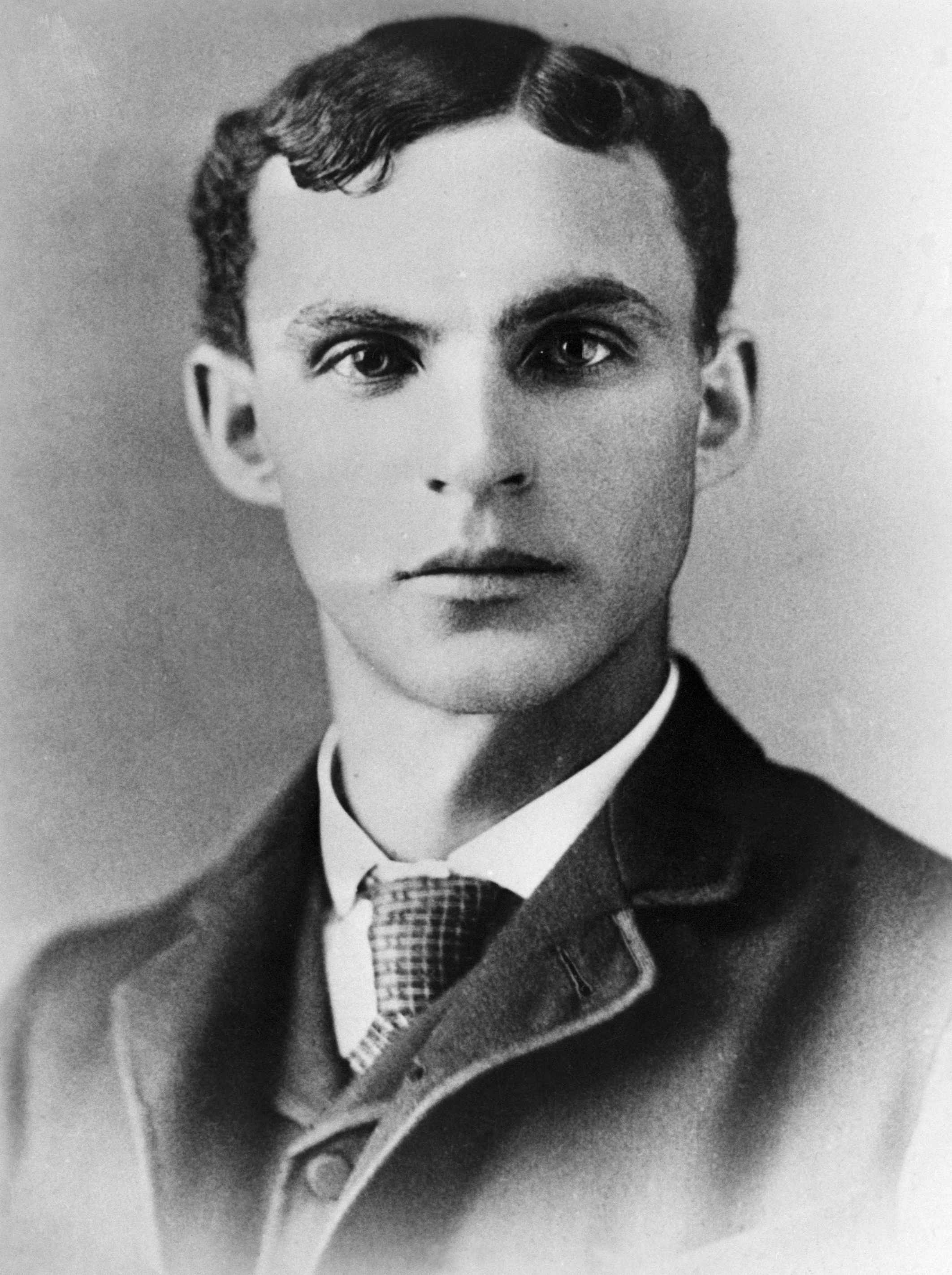
Henry Ford nel 1888, all'età di 25 anni

Figlio di William Ford (1826-1905), agricoltore di origine irlandese, e Mary Litogot (1839-1876), nel 1888 si trasferì a Detroit, dove venne assunto dalla società elettrica Edison Illuminating Company di Thomas Edison, uno dei padri della lampadina. Il 4 settembre 1882 realizzò la prima stazione centrale di Thomas Edison, la Pearl Street Station, al 257 di Pearl Street a Manhattan. Questa stazione fu la prima centrale elettrica commerciale negli Stati Uniti e fu il primo impianto di cogenerazione al mondo. L'impianto fu raso al suolo da un incendio il 2 gennaio 1890. Solo una dinamo (o generatore) sopravvisse ed è attualmente esposta all'Henry Ford Museum. L'Institute of Electrical and Electronics Engineers nel 2011 lo definì una pietra miliare.
Durante il tempo libero si dedicò alla costruzione di un'automobile con il motore a combustione interna, inventato da Karl Benz e Gottlieb Daimler pochi anni prima. Il primo prototipo di quadriciclo costruito da Ford, nel garage della propria abitazione, fu sperimentato su strada il 4 giugno 1896.
Nel 1899 lasciò l'impiego ed entrò come ingegnere capo nella Detroit Automobile Company. Dopo tre anni decise di lasciarla e fondare la Ford dove, con lo scopo di contenere i prezzi dei beni prodotti attraverso la riduzione dei tempi di lavorazione, introdusse il sistema di lavoro della catena di montaggio. Resta famosa la Ford T, auto semplice (era disponibile solo di colore nero) ed economica, la prima ad essere prodotta su grande scala. Era il 1908 quando la prima Ford T vide la luce: la mitica Lizzie.
Venne prodotta fino al 1927 e ne furono costruiti 15 milioni di esemplari. Fu inoltre inventore della Hemp Body Car, un'automobile (mai messa in commercio) interamente realizzata in fibre di canapa ed alimentata da etanolo di canapa (il carburante veniva raffinato dai semi della pianta). Unendo infatti passione per la natura ed indubbio fiuto per gli affari, l'imprenditore statunitense volle ad ogni costo che venisse realizzata una vettura che “uscisse dalla terra”. Per realizzare questo progetto impegnò nella ricerca il fior fiore dei suoi ingegneri che nel 1941, dopo 12 anni di ricerca, diedero forma concreta al progetto. Ford morì sei anni dopo e nel 1955 la coltivazione della canapa venne proibita negli USA.
Nel 1926 Ford introdusse la settimana lavorativa di 5 giorni e 40 ore: dopo qualche tempo, questo divenne lo standard lavorativo negli Stati Uniti.
In occasione del suo 75º compleanno, nel 1938, Adolf Hitler lo insignì della Gran Croce del Supremo Ordine dell'Aquila Tedesca, che era la più alta onorificenza del regime nazista conferibile ad uno straniero, per l'impegno della sua filiale Ford in Germania nel rifornire l'esercito nazista di mezzi blindati e nel donare tutti gli utili alla causa nazista. Inoltre Ford, per diversi anni durante il regime nazista, si impegnò a versare 50.000 USD di allora come sostegno al partito di Hitler. Iniziato in Massoneria, fu fatto Maestro massone nel 1894 nella Loggia "Palestine Lodge N. 357" di Detroit e raggiunse il 33º ed ultimo grado del Rito scozzese antico ed accettato nel 1940.

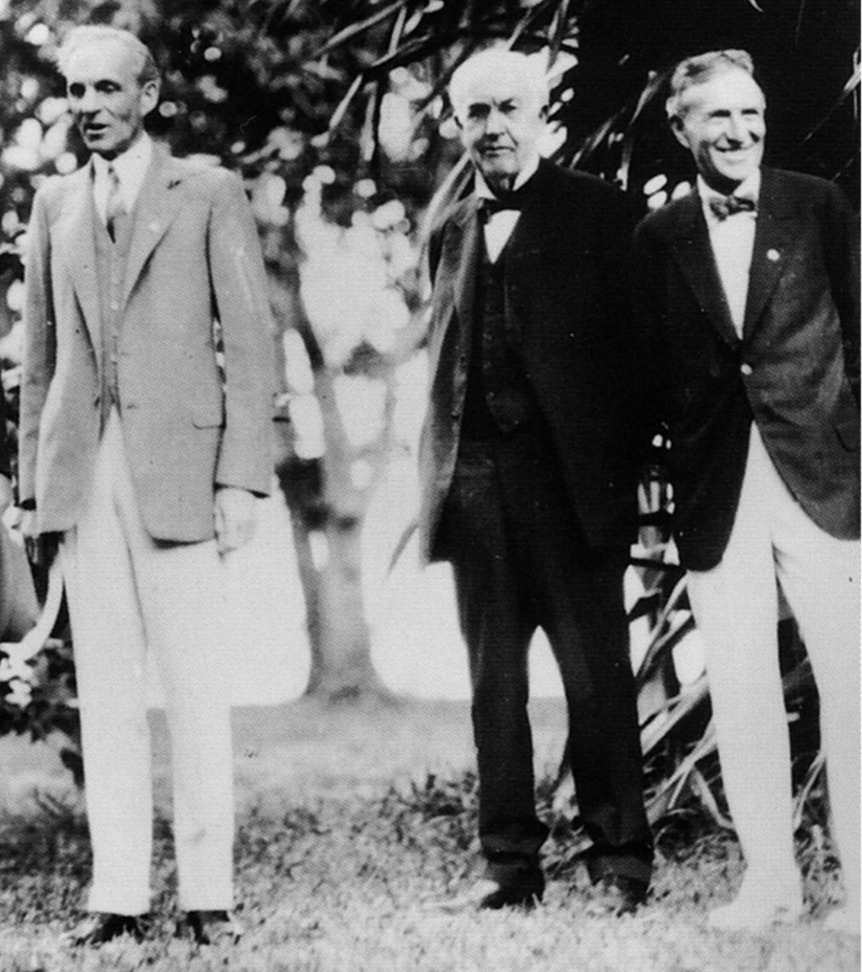
Henry Ford (a sinistra) con Thomas Edison e Harvey Samuel Firestone nel 1929

Nel 1938 Ford lasciò la direzione dell'impresa nelle mani del figlio Edsel, che già dal 1922 dirigeva la Lincoln, marchio di lusso del gruppo Ford. L'anziano patriarca mantenne comunque il controllo delle attività, seppure da dietro le quinte: aveva infatti passato il comando all'ex capo della sicurezza Harry Bennett, rendendo perciò la carica di Edsel meramente di facciata. Quando il figlio morì di tumore il 26 maggio 1943, il giorno prima del funerale, Henry Ford (già ottantenne e plurinfartuato) rese note le sue volontà: Bennett avrebbe continuato a gestire l'attività per suo conto finché i suoi nipoti non avessero compiuto 32 anni. La moglie Clara e la nuora Eleanor lo convinsero, però, a trasferire immediatamente i poteri direttivi al nipote ventiseienne Henry Ford II.
Quest'ultimo fu nominato presidente della Ford Motor Company il 21 settembre 1945 e, a partire dal 1949, avviò il processo di ristrutturazione dell'impresa propugnato dal padre Edsel già dal 1934, ma categoricamente rifiutato dal nonno Henry fin da allora.
Henry Ford fu autore di un libretto in 4 volumi dal titolo L'ebreo internazionale ("The International Jew: The World's Foremost Problem"). Il libretto, che descrive il progetto di dominio sul mondo da parte del popolo ebreo, fu ampiamente diffuso in Germania durante il nazismo e fu fonte di ispirazione per Hitler. Ford sostenne anche l'autenticità dei Protocolli dei Savi di Sion e ne fece stampare un'edizione a sue spese, regalando copie autografate del libro; in seguito, tuttavia, ordinò di ritirare le copie dal commercio.
Ford morì all’età di 83 anni nel 1947 ed oggi riposa nel cimitero a lui stesso intitolato a Detroit, Michigan. Dal 1967 il suo nome è inserito nell'Automotive Hall of Fame, che raggruppa le maggiori personalità distintesi in campo automobilistico, premio assegnato da una associazione la cui sede attuale è nella sua città di nascita.

## Opere
- Ford, Henry My life and work, Garden City, N.Y., Doubleday, Page & company, 1922
- Ford, Henry  La mia vita e la mia opera.; in collaborazione con Samuele Crowther, Bologna: Apollo, stampa 1925
- Ford, Henry Today and tomorrow; in collaboration with Samuel Crowther, Garden City, N.Y.: Doubleday, Page & Company, 1926
- Ford, Henry L'oggi ed il domani con la collaborazione di Samuel Crowther; versione italiana di Lorenzo Tealdy, Torino: Arti Grafiche SIT, pref. 1926
- Ford, Henry The Jewish question: a selection of the articles (1920-22) published by Henry Ford's paper The Dearborn Independent and reprinted later under the general title of The International Jew, London M. C. P. publications, 1927
- Ford, Henry, & Crowther, Samuel Moving Forward, Garden City, New York City: Doubleday, Doran & Company, Inc, 1930
- Ford, Henry La mia concezione del progresso industriale: il libro che deve essere letto dai giovani che vogliono conquistarsi l'avvenire ; traduzione di Lorenzo Tealdy, Torino: SIT, 1930
- Ford, Henry, & Crowther, Samuel Edison as I Know Him, New York: Cosmopolitan Book Corporation, 1930
- Ford, Henry, & Crowther, S. Perché questa crisi mondiale? ; prefazione del prof. Ulisse Gobbi; traduzione autorizzata di Giacomo Prampolini. - 2. ed., Milano: Bompiani, 1932
- Ford, Henry L'ebreo internazionale: un problema del mondo; traduzione dall'inglese di Enzo Gemignani, Milano: Sonzogno, 1938
- Ford, Henry, Il lavoro della mia vita; traduzione dall'inglese di A. Mannino, Milano: Ibex Edizioni, 2024[15]